# Saint-Étienne-du-Bois (Ain)
Saint-Étienne-du-Bois es una comuna francesa situada en el departamento de Ain, de la región de Auvernia-Ródano-Alpes. Es la cabecera y mayor población del cantón de su nombre. Pertenece a la comunidad de aglomeración del Bassin de Bourg-en-Bresse.

## Demografía
| 1 207 | 1 518 | 1 383 | 1 435 | 1 349 | 1 355 | 1 443 | 1 876 | 1 982 | 2 046 | 2 354 | 2 522 | 2 448 |
| Para los censos de 1962 a 1999 la población legal corresponde a la población sin duplicidades (Fuente: INSEE [Consultar]) |       |       |       |       |       |       |       |       |       |       |       |       |

## Hermanamientos
- Linsengericht (Alemania)